# Melitoma osmioides
Melitoma osmioides är en biart som först beskrevs av Adolpho Ducke 1908.  Melitoma osmioides ingår i släktet Melitoma och familjen långtungebin. Inga underarter finns listade i Catalogue of Life.